# قوة أمن الحدود السورية
قوة أمن الحدود السورية هي قوات أمن الحدود مدربة من قبل الولايات المتحدة والتي سيتم نشرها على طول الحدود السورية مع تركيا والعراق والفرات، بهدف استراتيجي يتمثل في احتواء بقايا تنظيم الدولة الإسلامية (داعش). وقد رفضت وزارة خارجية الولايات المتحدة مؤخرا تنفيذ أي قوة من قوات أمن الحدود من قبل حكومة الولايات المتحدة بالإشارة إلى التطوير الجديد بمجرد تدريب أمني.

## الإنشاء

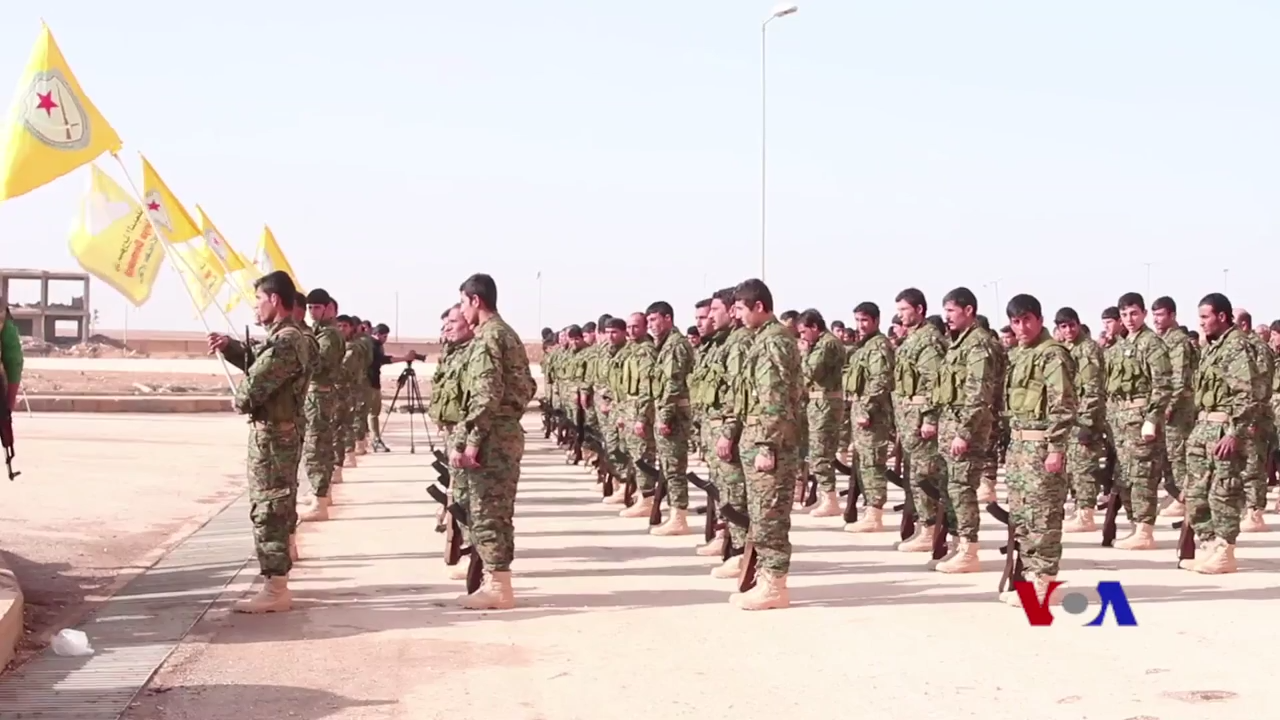
تخرج الوحدة الثانية من قوة أمن الحدود السورية، المنتسبة إلى كل من قوات سوريا الديمقراطية وقوات الحماية الذاتي، جنوب الحسكة في 20 يناير 2018. وتتألف الوحدة من نحو 250 مقاتل

في 23 ديسمبر 2017، أعلن الجنرال في الجيش الأمريكي جوزيف فوتيل، قائد القيادة المركزية الأمريكية، أن قوات الولايات المتحدة الأمريكية تخطط لتوسيع برنامجها الحالي لتدريب الميليشيات الموالية للتحالف للتخصص في مجال أمن الحدود. وكان التعليل الرسمي لتقديم الدعم للميليشيات الكردية والعربية المؤيدة للائتلاف يحول دون عودة تنظيم الدولة الإسلامية إلى المناطق التي تم تطهيرها مؤخرا تحت سيطرة قوات سوريا الديمقراطية.
في 31 ديسمبر 2017، ذكرت وكالة أنباء هاوار أن «جيش شمال سوريا» يجري تشكيله. وقيل إن دور التشكيل الجديد سيقوم بواجبات أمنية على الحدود في المناطق الخاضعة لسيطرة قوات سوريا الديمقراطية. وكان من المقرر أن يرأس هذا الجيش الجديد قوات الحماية الذاتية، ويتألف من المقاتلين العرب والأكراد والسريان والآشوريين والتركمان والشيشان. وذكر قائد قوات الحماية الذاتية، سيابند ولات، أن «جيش شمال سوريا سيثبت رغبة الشعب في الدفاع عن نفسه إذا تعرض للهجوم».
أعلن عنها رسميا في 13 يناير 2018، قال ضابط الشؤون العامة في قوة المهام المشتركة – عملية العزم الصلب، العقيد توماس فيل، لموقع دفنس بوست أن القوة ستتألف من نحو 30,000 فرد، نصفهم من قدامى محاربي قوات سوريا الديمقراطية. ويجري حاليا تجنيد الأعضاء الـ 15,000 الآخرين، مع تدريب نحو 230 شخص في الفئة الافتتاحية لقوة أمن الحدود. وذكر مكتب الشؤون العامة كذلك أن وحدات حماية الشعب الكردية ستعمل في شمال سوريا، وسيكون ذلك الخط الفاصل بين حدود تركيا وقوات الجيش السوري الحر المدعومة من تركيا. وسيتم نشر العرب السوريين على طول وادي نهر الفرات وعلى مقربة من الحدود العراقية لفصل أنفسهم عن القوات المسلحة السورية التي تدعمها روسيا وإيران.
وأضاف المتحدث أن تدريب قوات أمن الحدود السورية سيشمل تعليمات بشأن الاستجواب، والفحص، والمسح الحيوي، فضلا عن مكافحة الأجهزة المتفجرة المرتجلة.
في 20 يناير 2018، تخرج نحو 250 مقاتل كجزء من الوحدة الثانية لقوة أمن الحدود السورية جنوب الحسكة. ورفع مقاتلو الوحدة علمي قوات سوريا الديمقراطية وقوات الحماية الذاتية، وحضر حفل التخرج ضباط تابعون لقوات سوريا الديمقراطية وعسكريون أمريكيون.